# Élections législatives croates de 2000
 (janvier 2022).
Si vous disposez d'ouvrages ou d'articles de référence ou si vous connaissez des sites web de qualité traitant du thème abordé ici, merci de compléter l'article en donnant les références utiles à sa vérifiabilité et en les liant à la section « Notes et références ».
 (janvier 2022).
Améliorez-le ou discutez des points à vérifier. 
Les élections législatives croates de 2000 (en croate : Hrvatski parlamentarni izbori 2000 se tiennent le lundi 3 janvier 2000, afin d'élire les 151 députés de la 3e législature du Parlement pour un mandat de quatre ans.
Le scrutin est remporté par le Parti social démocrate-Parti social libéral (SDP-HSLS)

## Le système politique croate
Le Sabor, Parlement croate, ne comprend qu'une seule Chambre. La Chambre des comitats, ancienne Chambre haute qui comptait soixante-huit membres, soit trois par région élus au suffrage universel et cinq membres désignés par le Président de la République, a été supprimée par la réforme du 28 février 2001. Le Sabor compte cent cinquante et un députés, élus pour quatre ans au scrutin proportionnel. Chaque liste doit obtenir au minimum 5% des suffrages pour être représentée au Parlement. Dans le Parlement actuel, cent quarante députés représentent les Croates (le pays est divisé en dix circonscriptions élisant chacune quatorze députés), cinq députés les minorités nationales (un Serbe, un Hongrois, un Tchèque ou Slovaque et un député représentant les autres minorités). Lors des prochaines élections, le nombre des représentants des minorités passera de cinq à huit (la minorité serbe aura trois représentants). Enfin, six députés représentent les Croates de l'étranger (leur nombre est dépendant du nombre de votants). Lors des élections législatives du 3 janvier 2000, 126 000 Croates de l'étranger, dont 109 000 de Bosnie-Herzégovine, se sont rendus aux urnes.